# スカルプチュア

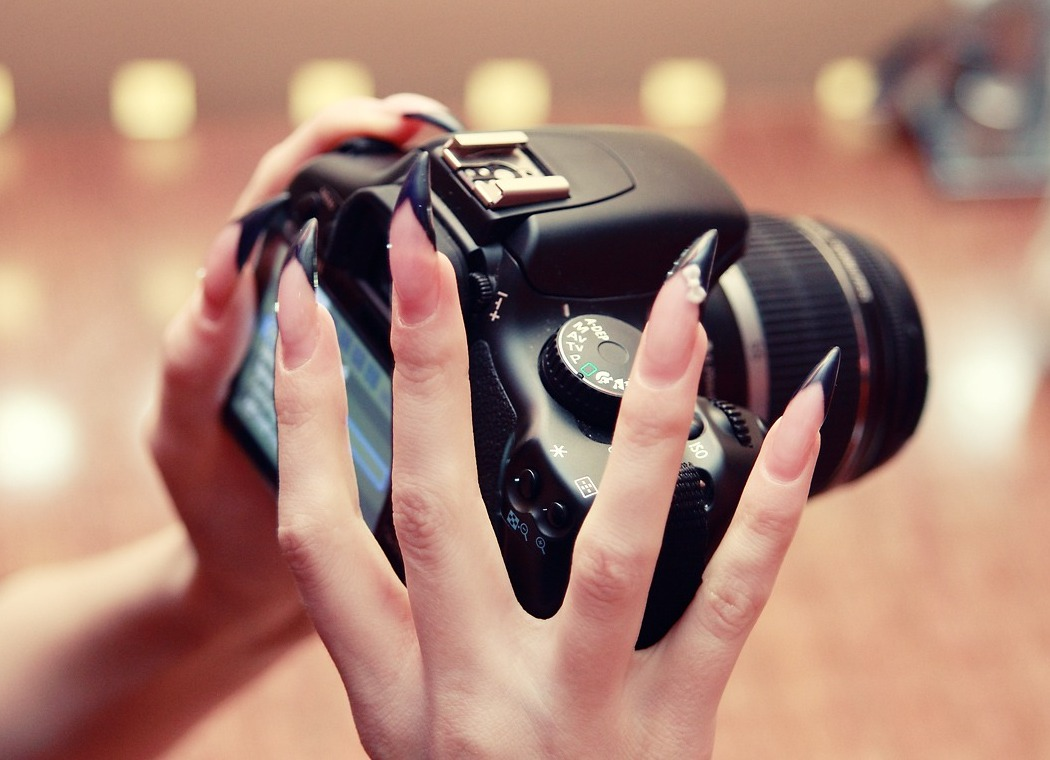
スカルプチュアで人工爪を延長的に付けた例

スカルプチュア(英:sculpture, sculptured nails)とは、付け爪（人工爪）の一種。自爪の上に、アクリル樹脂やジェルなどを直接盛り、爪の延長や補強を行う技術。日本のネイリストの口語では略して、スカルプと言うことも多いが、頭皮の意味のスカルプ scalp とは、英語綴りが異なる。

## 特徴

### 利点
- 短かったり割れやすかったりする爪を延長・補強する事が出来る（装飾ではなく、医療目的でも用いられる）。
- 自爪に合わせて一つ一つ作っていくため、ネイルチップを貼り付ける通常の付け爪と違い、爪の大小や形に関係なく自然な仕上がりに出来る。
- 同じ期間と生活条件では、ネイルチップに比べると、自爪との密着が優れている。
- 色付きの材料を使用することで、形成された人工爪の厚みが着色されている状態となり、磨耗しても色を保つことが可能。
- 透明な材料を使ったり、材料にはじめからラメなどを混ぜ込む事によって、独特の演出が可能。

### 留意を要する点
- ネイルチップに比べ、着けるのに時間が掛かる。
- 除去する為には、やすりやネイルマシーンで削っていくかアセトンなどで溶かすしかない。そのため頻繁に着け外しをすると自爪を傷めることがある。また通常、除去する作業もネイリストに依頼するため約2,000円から3,000円の費用が発生する。
- 装着後2 - 3週間経つと自爪が伸びてきて根元に境目が出来たり、装着したスカルプチュアが浮いたり欠けたりするため、定期的にメンテナンスが必要。
- メンテナンスを怠り浮いたままになっていると、自爪とスカルプチュアの間に自爪にカビ（グリーンネイル）が発生する恐れがある（ネイルチップよりも浮きや脱落の発生が低いため、かえってメンテナンスを怠りがちになることは、避けなければならない）。
- 入院時、手術や術後に必要な医療機器や酸素飽和度を計測する機器を指先にはめる事があるが、その際に正確な値が測定できない。爪化粧料（マニキュア・ネイルチップ・ジェルネイル）は除去し、爪は短く切りそろえる必要があり、注意が喚起されている[1][2]。

### 健康への影響
- 厚生労働省は、2010年9月に「ネイルサロンにおける衛生管理に関する指針（平成22年9月15日健発0915第4号）」を発令[3]しており、ネイル業界によっても、これを遵守（じゅんしゅ）し、啓蒙（けいもう）するよう計画されている。
- 利用が広がるにつれ健康に関わるトラブルの発生もみられ、2008年10月に国民生活センターは『つけ爪による危害－かぶれ、やけど、カビが生えることも－』として注意を呼びかけている[4]。
- 揮発性発火性の高いアセトンの取り扱いに関わり、取扱者が怪我や気化したアセトンを吸入して気分が悪くなったりするなどのトラブルが報告されている。アセトンに関する危険性は、アセトンの項を参照。アセトンは密閉しない状態で放置しておくと迅速に気体となる。

## 種類

### アクリルスカルプチュア
通常「スカルプチュア」と呼ばれるのは、この形式である。混ぜると重合反応が起こり、硬化するアクリルパウダーとアクリルリキッドを用いて、人工爪を形作る。

#### 利点
- ジェルネイルに比べて、強度が高く、水などにも強い。
- 正しい手順で行えば、自分で除去することもできる（但し、アセトンに溶けずネイルには不適切であるMMAメチルメタクリレートを使用した粗悪な輸入商品もあるので注意が必要。かなりの時間も要する。）。
- 爪に曲がりやねじれなどの歪みがあってもある程度矯正することが出来る（完成が不出来となることも多いため、自身の爪は奇麗に伸ばしておくことが望ましい）。
- 作れる形状の自由度が高く、ジェルネイルでは難しいシャープな形状も作りやすい。

#### 留意を要する点
- 施術者の技術による仕上がりの差が大きい、思い通りの形を作るためには相当の技術が必要である（ネイル検定1級程度）。
- かなりのスピードでアクリルが硬化してしまうため、形を作るのには時間制限がある。
- 施術時の匂いがきつく、また、ジェルネイルよりも総じて自爪へのダメージを受けやすい。
- 施術をネイルサロンで行なう場合、サロンメニューの中でも高価なものである。

### ジェルネイル
紫外線で硬化する光硬化樹脂（アクリル系紫外線硬化樹脂）のジェルを用いて、人工爪を形作る。
2006年頃から流行しておりジェルネイル専門店なども数多くできている。ジェルの種類は、大別してハードジェルとソフトジェルの2種類があり、除去する際には、そのまま削っていく（ハードジェル）、アセトンを浸透させ柔らかくして除去する（ソフトジェル：ソークオフジェルとも言う）という方法をとる。

#### 利点
- 濡れたようなツヤ感と、丸みを帯びた形状が出せる。
- アクリルスカルプチュアに比べて材料が安価。
- ジェルは紫外線に当てない限り硬化しないため、時間制限なく形を作る事が出来る。
- ソフトジェルは、アクリルスカルプチュアと同様に正しい手順で行えば、自分自身でも除去しやすい。
- 技術の習得が比較的容易である。
- 一般の人がセルフネイルをするのに向いている。
- マニキュアなど従来のネイルアートに比べ、比較的長く持ち、折れにくい。

#### 留意を要する点
- 正しく除去を行わないことで、爪に雑菌が繁殖し、グリーンネイルという症状になることがある。
- ハードジェルは、アクリルスカルプチュアと同様に硬化後には硬さがあるため、日常の負荷による自爪からの剥離が起こりやすい。その防止として、自爪に荒いヤスリがけで溝を作り密着を高め、ジェルネイルが剥離することを防ぐ。この削りの段階で自爪がダメージを受ける場合が多い。
- 形成できる形状に限界がある。基本的には、硬化前は粘性のある流動体であるため、自爪または長さ出し用の台紙（ネイルフォーム）の形に沿ってジェルが重力で水平になろうとする（セルフレベリング）。自爪の形を矯正することには向かない。
- 長さを出すと折れやすい。特にソフトジェルの長さ出し（イクステンション）は、通常2 - 4ミリメートル程度までで、ネイルサロンによってはクレームを避けるため、長さ出しを行なわないところもある。
- 水に弱い。